# Melochia longepetiolata
Melochia longepetiolata är en malvaväxtart som beskrevs av A. C. Smith. Melochia longepetiolata ingår i släktet Melochia och familjen malvaväxter. Inga underarter finns listade i Catalogue of Life.